# (33833) 2000 EN154
2000 EN154 (asteroide 33833) é um asteroide da cintura principal. Possui uma excentricidade de 0.06024980 e uma inclinação de 1.34738º.
Este asteroide foi descoberto no dia 6 de março de 2000 por NEAT em Haleakala.